# Московски институт топлотне технике
Московски институт топлотне технике (руски: Федеральное Государственное Унитарное предприятие "Московский институт теплотехники", ФГУП МИТ- Федерална Државна Обједињена Предузећа" Московски институт топлотне технике ") је руски (некада совјетски) развојно истраживачки иститут основан 13. маја 1946. године. Претходно се ова установа првенствено бавила развојем балистичких пројектила и ракета како би се повећао потенцијал совјетске војске за одвраћање непријатељске агресије. Данас је таође укључена у рад на цивилним пројектима и на модификацији неких интерконтиненталних балистичких ракета и лансирних летелица које се користе за избацивање сателита у космос. Институт се налази у московском рејону Атродное.

## Историјат
Државни Комитет Одбране Совјетског Савеза је 19. априла 1945. године издао директиву под ознаком №8206 којом је упућена наредба Народном Комесару за Наоружање Борису Ваникову да створи пројектни биро за наоружање и пилот постројења за пројектиле.Према овој резолуцији, 1945. године држава је основала Централни Пројектни Биро ГТСКБ 1 док је Комесаријат за муницију био активно ангажован на прикупљању материјала везаних за немачку ракетну технологију. Током послератне реорганизације совјетске економије почетком 1946. године Народни Комесаријат за Наоружање је трансформисан у Министарство за пољопривредну технику Совјетског Савеза.
Уредбом Савета Министара Совјетског Савеза №1017-419сс од 13. маја 1946. Године наређено је Министарству за пољопривредну технику да оснује истраживачки институт за ракете на течно гориво баираних на ГТСКБ-1.Сматра се да овим догађајем започиње историја овог предузећа.
Наредбом 114сс Министарства за пољопривредну технику од 15. маја 1946. године као део 6-стог Главног директората створен је Истраживачки институт за течна ракетна горива базирана на ГТСКБ-1 који је добио име Истраживачки институт № 1. Наредбом 118сс Московског института топлотне технике (ранијег ГТСКБ-1 ) бије је укључен у новоформирани Генерални директорат министарства за млазну авио технологију. Године 1947, директивом министарства № 126 одобрен је правилник Московског института за топлотну технику (организације под истим називом постоје у многим секторима, што такође представља један од услова безбедности).
У јулу 2009. године Генерални директор и Главни конструктор академик Јури Соломонов поднео је оставку после неуспешног лансирања интерконтиненталне балистичке ракете Булава поморског базирања коју је развио Мосмовски институт топлотне технике.
Соломонов је оставку на место генералног директора поднео 21. јула 2009. Године одмах након неуспелог лансирања пројектила.

## Ракете и пројектили
- Старт1(ракета носач)
- РПК-9 Медведка
- ТР-1 Темп
- СС-16 Синер
- РТ-2МП Топољ
- РТ-2МП Топољ-М
- РС-24 Јарс
- РСМ-56 Булава
- БЗхРК- Баргузин
- РС-26 Рубеж
- 2К6 Луна